# Tour de Pologne 2018 – 5. etap

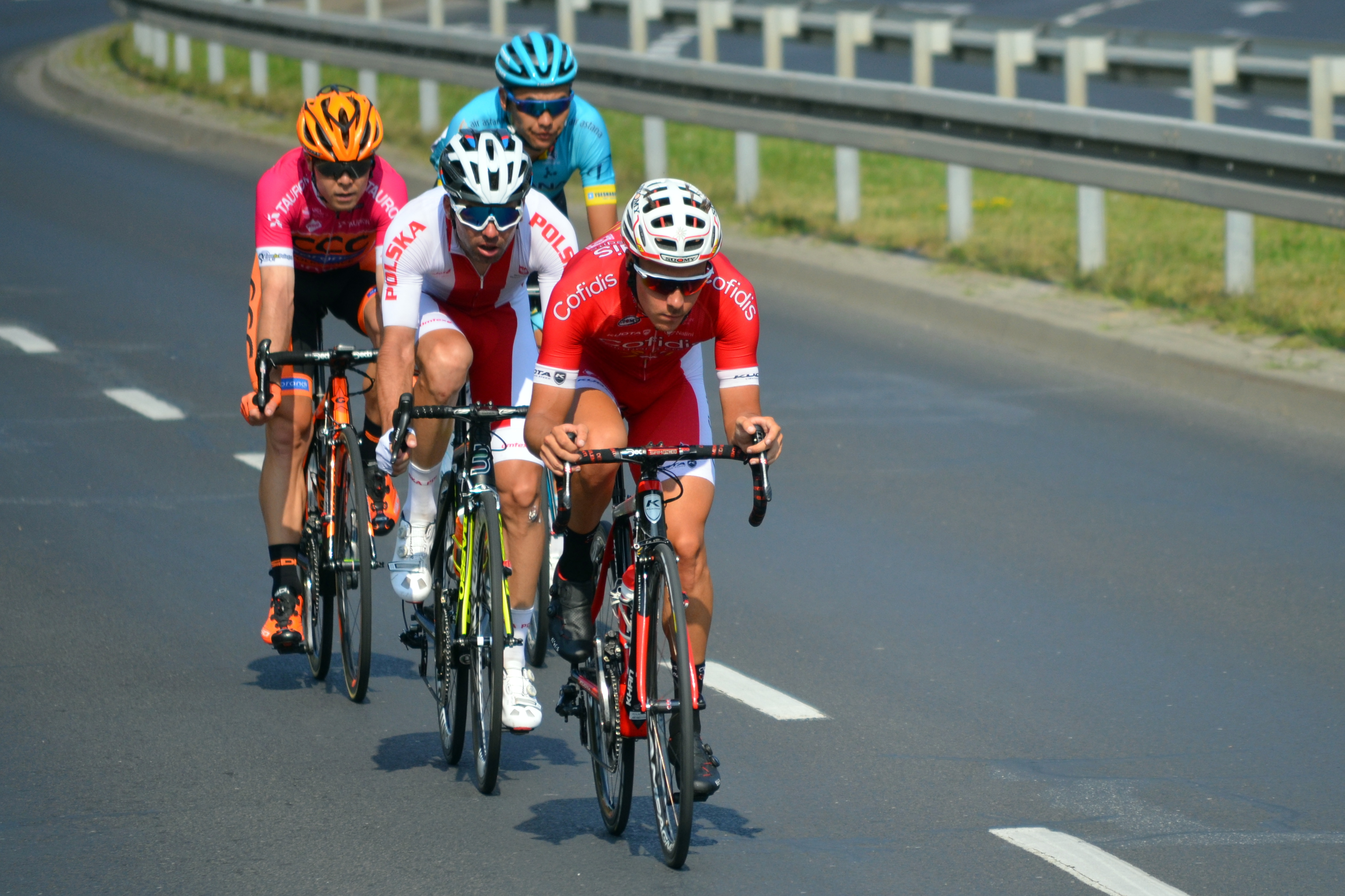
Grupka uciekinierów z Kamilem Zielińskim

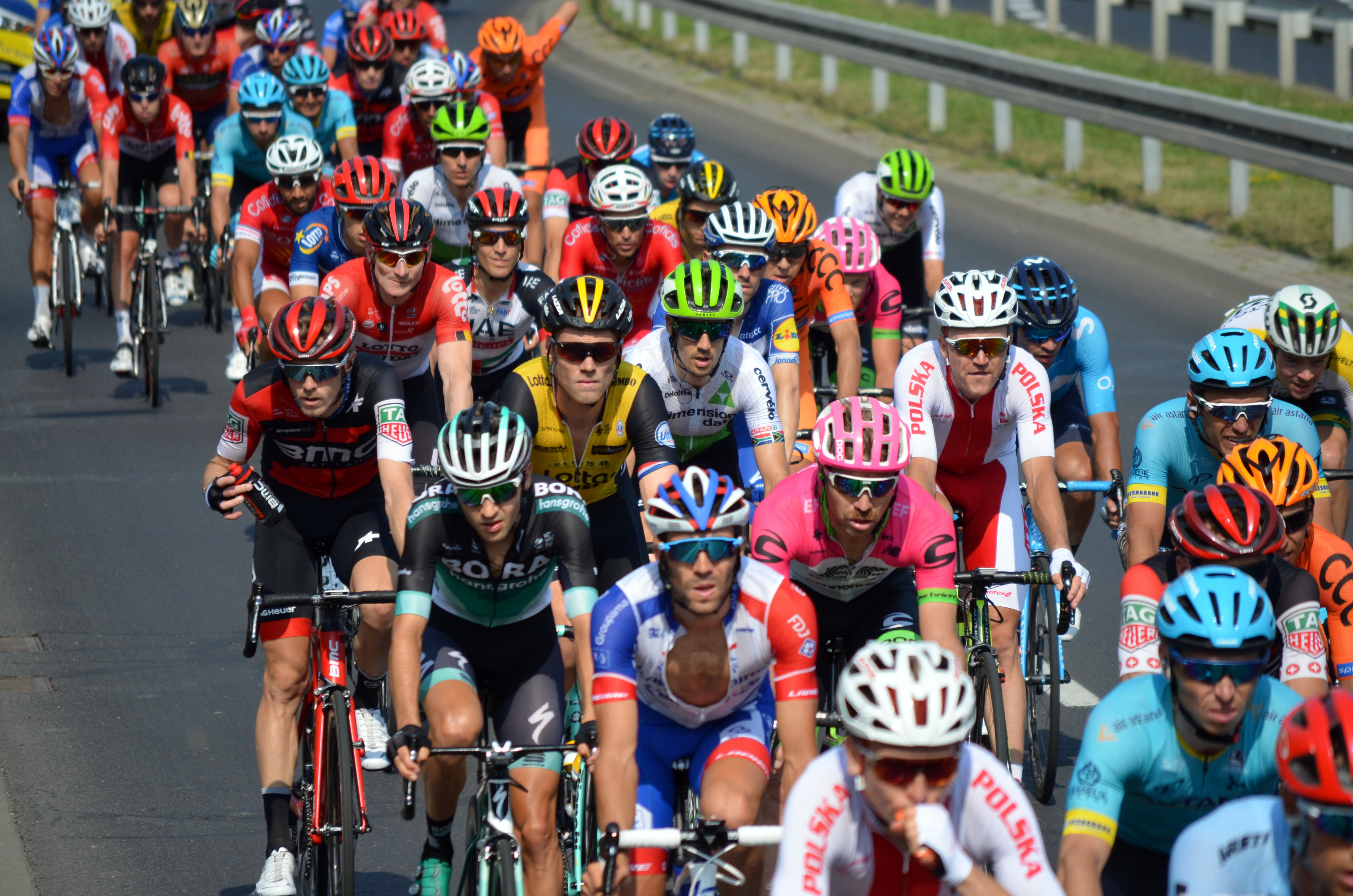
Końcówka V etapu na ulicach Bielska-Białej

5. etap kolarskiego wyścigu Tour de Pologne 2018 odbył się 8 sierpnia. Start etapu miał miejsce na Kopalni soli "Wieliczka" natomiast meta w Bielsku-Białej. Etap liczył 152 kilometry.

## Premie
Na 5. etapie były następujące premie:
| Rodzaj | Rodzaj           | Miejscowość (z okazji)      | Kilometry (od startu) | Kilometry (do mety) |
| ------ | ---------------- | --------------------------- | --------------------- | ------------------- |
|        | Górska (II kat.) | Hucisko                     | 78,2 km               | 73,8 km             |
|        | Górska (II kat.) | Rychwałd                    | 94,6 km               | 57,4 km             |
|        | Lotna            | Szczyrk                     | 112,0 km              | 40,0 km             |
|        | Górska (I kat.)  | Przełęcz Przegibek          | 118,8 km              | 33,2 km             |
|        | Lotna            | Bielsko-Biała 100-lecie PCK | 126,0 km              | 26,0 km             |

### Wyniki
| Górska – Hucisko |                    |        |        |
| Miejsce          | Zawodnik           | Zespół | Punkty |
| 1.               | Jan Tratnik        | CCC    | 5      |
| 2.               | Mathias Le Turnier | COF    | 3      |
| 3.               | Alexander Porsev   | GAZ    | 2      |
| 4.               | Mickaël Delage     | GFC    | 1      |

| Górska – Rychwałd |                 |        |        |
| Miejsce           | Zawodnik        | Zespół | Punkty |
| 1.                | Jan Tratnik     | CCC    | 5      |
| 2.                | Mickaël Delage  | COF    | 3      |
| 3.                | Jenthe Biermans | TKA    | 2      |
| 4.                | Kamil Zieliński | POL    | 1      |

| Lotna – Szczyrk |                  |        |        |
| Miejsce         | Zawodnik         | Zespół | Punkty |
| 1.              | Jenthe Biermans  | TKA    | 3      |
| 2.              | Jan Tratnik      | CCC    | 2      |
| 3.              | Alexander Porsev | GAZ    | 1      |

| Górska – Przełęcz Przegibek |                     |        |        |
| Miejsce                     | Zawodnik            | Zespół | Punkty |
| 1.                          | Jan Tratnik         | CCC    | 10     |
| 2.                          | Mathians Le Turnier | GFC    | 7      |
| 3.                          | Kamil Zieliński     | POL    | 5      |
| 4.                          | Zhandos Bizhigitov  | AST    | 3      |
| 5.                          | Carlos Verona       | MTS    | 2      |

| Lotna – Bielsko-Biała |                    |        |        |
| Miejsce               | Zawodnik           | Zespół | Punkty |
| 1.                    | Jan Tratnik        | CCC    | 3      |
| 2.                    | Zhandos Bizhigitov | AST    | 2      |
| 3.                    | Mathias Le Turnier | COF    | 1      |

## Wyniki etapu
| Miejsce | Zawodnik             | Państwo         | Zespół             | Czas       | Bon.  | Pkt. |
| ------- | -------------------- | --------------- | ------------------ | ---------- | ----- | ---- |
| 1.      | Michał Kwiatkowski   | Polska          | Team Sky           | 3h 39' 14" | -10 s | 20   |
| 2.      | Dylan Teuns          | Belgia          | BMC Racing Team    | + 0"       | -6 s  | 19   |
| 3.      | Enrico Battaglin     | Włochy          | Team LottoNL-Jumbo | + 0"       | -4 s  | 18   |
| 4.      | Pascal Ackermann     | Niemcy          | Bora-Hansgrohe     | + 0"       | —     | 17   |
| 5.      | Enrico Gasparotto    | Włochy          | Bahrain-Merida     | + 0"       | —     | 16   |
| 6.      | Simon Yates          | Wielka Brytania | Mitchelton-Scott   | + 0"       | —     | 15   |
| 7.      | Simone Consonni      | Włochy          | UAE Team Emirates  | + 0"       | —     | 14   |
| 8.      | Giacomo Nizzolo      | Włochy          | Trek-Segafredo     | + 0"       | —     | 13   |
| 9.      | Edvald Boasson Hagen | Norwegia        | Dimension Data     | + 0"       | —     | 12   |
| 10.     | Jan Bakelants        | Belgia          | Ag2r-La Mondiale   | + 0"       | —     | 11   |

## Klasyfikacje po 5. etapie

### Klasyfikacja generalna
| Miejsce | Zawodnik           | Państwo       | Zespół                                   | Czas        |
| ------- | ------------------ | ------------- | ---------------------------------------- | ----------- |
|         | Michał Kwiatkowski | Polska        | Team Sky                                 | 17h 30' 26" |
| 2.      | Dylan Teuns        | Belgia        | BMC Racing Team                          | + 12"       |
| 3.      | George Bennett     | Nowa Zelandia | Team LottoNL-Jumbo                       | + 20"       |
| 4.      | Sergei Chernetski  | Rosja         | Astana Pro Team                          | + 24"       |
| 5.      | Thibaut Pinot      | Francja       | Groupama-FDJ                             | + 24"       |
| 6.      | Daniel Moreno      | Hiszpania     | EF Education First–Drapac p/b Cannondale | + 24"       |
| 7.      | Sam Oomen          | Holandia      | Team Sunweb                              | + 27"       |
| 8.      | Enrico Gasparotto  | Włochy        | Bahrain-Merida                           | + 27"       |
| 9.      | Emanuel Buchmann   | Niemcy        | Bora-Hansgrohe                           | + 27"       |
| 10.     | Fabio Aru          | Włochy        | UAE Team Emirates                        | + 27"       |

### Klasyfikacja punktowa
| Miejsce | Zawodnik         | Państwo  | Zespół            | Punkty |
| ------- | ---------------- | -------- | ----------------- | ------ |
|         | Pascal Ackermann | Niemcy   | Bora-Hansgrohe    | 66     |
| 2.      | Giacomo Nizzolo  | Włochy   | Trek-Segafredo    | 63     |
| 3.      | Álvaro Hodeg     | Kolumbia | Quick-Step Floors | 58     |
| 4.      | Simone Consonni  | Włochy   | UAE Team Emirates | 52     |
| 5.      | Matteo Trentin   | Włochy   | Mitchelton-Scott  | 42     |

### Klasyfikacja górska
| Miejsce | Zawodnik           | Państwo  | Zespół                     | Punkty |
| ------- | ------------------ | -------- | -------------------------- | ------ |
|         | Jan Tratnik        | Słowenia | CCC Sprandi Polkowice      | 50     |
| 2.      | Marek Rutkiewicz   | Polska   | Reprezentacja Polski       | 14     |
| 3.      | Pawieł Siwakow     | Rosja    | Team Sky                   | 10     |
| 4.      | Mathias Le Turnier | Francja  | Cofidis, Solutions Crédits | 10     |
| 5.      | Georg Preidler     | Austria  | Groupama-FDJ               | 7      |

### Klasyfikacja najaktywniejszych
| Miejsce | Zawodnik         | Państwo  | Zespół                | Punkty |
| ------- | ---------------- | -------- | --------------------- | ------ |
|         | Jenthe Biermans  | Belgia   | Team Katusha-Alpecin  | 20     |
| 2.      | Jan Tratnik      | Słowenia | CCC Sprandi Polkowice | 11     |
| 3.      | Michał Paluta    | Polska   | CCC Sprandi Polkowice | 6      |
| 4.      | Marek Rutkiewicz | Polska   | Reprezentacja Polski  | 6      |
| 5.      | Kamil Gradek     | Polska   | CCC Sprandi Polkowice | 5      |

### Klasyfikacja drużynowa
| Miejsce | Zespół            | Państwo           | Czas        |
| ------- | ----------------- | ----------------- | ----------- |
|         | BMC Racing Team   | Stany Zjednoczone | 52h 33' 03" |
| 2.      | Astana Pro Team   | Kazachstan        | + 10"       |
| 3.      | Quick-Step Floors | Belgia            | + 13"       |
| 4.      | Ag2r-La Mondiale  | Francja           | + 18"       |
| 5.      | Bora-Hansgrohe    | Niemcy            | + 20"       |